# Gare de La Forest
Pour les articles homonymes, voir Gare de Forest.
La gare de La Forest est une gare ferroviaire française de la ligne de Paris-Montparnasse à Brest, située sur le territoire de la commune de La Forest-Landerneau, dans le département du Finistère, en région Bretagne.
La station est mise en service par la Compagnie des chemins de fer de l'Ouest.
C'est une halte voyageurs de la Société nationale des chemins de fer français (SNCF), desservie par des trains express régionaux TER Bretagne qui circulent entre Brest et diverses directions : Landerneau, Morlaix, Plouaret-Trégor ou encore Quimper.

## Situation ferroviaire
Établie à 14 mètres d'altitude, la gare de La Forest est située au point kilométrique (PK) 608,433 de la ligne de Paris-Montparnasse à Brest, entre les gares de Landerneau et de Kerhuon.

## Fréquentation
Selon les estimations de la SNCF, la fréquentation annuelle de la gare figure dans le tableau ci-dessous.
| Année               | 2015   | 2016   | 2017   | 2018   | 2019   | 2020   | 2021   | 2022   | 2023   |
| ------------------- | ------ | ------ | ------ | ------ | ------ | ------ | ------ | ------ | ------ |
| Nombre de voyageurs | 61 896 | 65 538 | 72 161 | 70 970 | 73 450 | 70 874 | 69 784 | 72 201 | 71 398 |

## Service des voyageurs

### Accueil
Halte SNCF, c'est un point d'arrêt non géré (PANG) disposant de deux quais avec abris.

### Desserte
La Forest est desservie par des trains TER Bretagne qui circulent entre Brest et Landerneau, ou Morlaix ou Plouaret-Trégor ou encore Quimper. Brest est à 10-15 minutes, Landerneau à 5 minutes, et Morlaix à 35 minutes.